# 카카오뮤직
카카오뮤직(KakaoMusic)은 카카오가 2013년 출시한 '소셜'과 '음악'을 결합한 서비스이다. 카카오뮤직은 자신이 구매한 음악을 듣고 친구들과 함께 의견을 공유하며 즐기는 모바일 음악 서비스다. 카카오톡 계정만 있다면 누구나 자신만의 뮤직룸을 만들어 친구들과 다양한 음악적 감성을 공유할 수 있다. 2015년 4월부터는 스트리밍서비스도 제공하고 있다.

## 같이 보기
- 카카오 (기업)
- 카카오엠
- 멜론 (온라인 음악 서비스)